# Lingue kiowa-tano
Le lingue kiowa-tano costituiscono una famiglia linguistica delle lingue native americane dell'America settentrionale, parlate da alcune tribù dagli indiani Pueblo nel Nuovo Messico e dalle tribù Kiowa dell'Oklahoma.

## Classificazione e distribuzione
Le lingue kiowa-tano sono composte da sei lingue suddivise in due gruppi: lingue kiowa-towa e lingue tewa-tiwa.
Secondo i dati SIL International del 1980 le lingue sono parlate da circa 6.000 persone così suddivise:
- Lingue kiowa-towa:
  - Lingua kiowa (codice ISO 639-3 kio): 1.100 parlanti della tribù Kiowa (Oklahoma);
  - Lingua towa (codice ISO 639-3 tow): 1.300 parlanti del Pueblo di Jemez (Nuovo Messico) [1]
- Lingue tewa-tiwa
  - Lingua tewa (codice ISO 639-3 tew): 1.300 parlanti del gruppo Tewa nei Pueblo di Nambe Pueblo, Pojoaque Pueblo, San Ildefonso Pueblo, San Juan Pueblo, Santa Clara Pueblo, Tesuque Pueblo (Nuovo Messico);
  - Lingua piro (codice ISO 639-3 pie): estinta, anticamente parlata dai Pueblo di Piro presso l'attuale Socorro;
  - Lingua tiwa settentrionale (codice ISO 639-3 twf): 930 parlanti del Pueblo di Taos e Pueblo di Picuris (Nuovo Messico);
  - Lingua tiwa meridionale (codice ISO 639-3 tix): 1.600 parlanti del Pueblo di Isleta e Pueblo di Sandia (Nuovo Messico), anticamente era parlata anche dai Pueblo di Ysleta del Sur (Texas).